# Igor Vrablic
Igor Vrablic (ur. 19 lipca 1965 w Bratysławie) – kanadyjski piłkarz pochodzenia słowackiego występujący na pozycji napastnika.

## Kariera klubowa
Vrablic zawodową karierę rozpoczynał w 1984 roku w klubie Golden Bay Earthquakes, występującym w rozgrywkach North American Soccer League (NASL). W sezonie 1984 w jego barwach zagrał 11 razy i strzelił 4 gole, a w klasyfikacji ligowej zajął z zespołem 5. miejsce.
W 1985 roku odszedł do belgijskiego RFC Seraing. W sezonie 1985/1986 w lidze belgijskiej zagrał 14 razy i zdobył 3 bramki. W 1986 roku przeniósł się do greckiego Olympiakosu. W 1987 roku w związku z udziałem w aferze dotyczącej ustawiania wyników meczów, zakończył karierę.

## Kariera reprezentacyjna
W reprezentacji Kanady Vrablic zadebiutował 28 marca 1984 roku w wygranym 1:0 towarzyskim meczu z Haiti. W tym samym roku wystąpił na Letnich Igrzyskach Olimpijskich. 10 marca 1985 w wygranym 2:1 towarzyskim meczu z Trynidadem i Tobago strzelił pierwszego gola w trakcie gry w kadrze. W 1986 roku został powołany do kadry na Mistrzostwa Świata. Zagrał na nich w meczach z Francją (0:1) oraz Węgrami (0:2), a Kanada odpadła z tamtego turnieju po fazie grupowej. W latach 1984–1986 w drużynie narodowej Vrablic rozegrał w sumie 35 spotkań i zdobył 12 bramek.